# 790 هـ
790 هـ هي سنة في التقويم الهجري امتدت مقابلةً في التقويم الميلادي بين سنتي 1388 و1389.

## أحداث
- في 23 شعبان : الموافق 27 أغسطس 1388 موقعت معركة بيلكة بين المملكة البوسنية بقيادة دوق فلاتكو فوكوفيتش و الدولة العثمانية تحت قيادة لالا شاهين باشا، وانتهت بانتصار مملكة البوسنة.

## مواليد
- ابن بنت الأقصرائي
- الأبشيهي
- الكمال بن الهمام

## وفيات
- إبراهيم بن موسى الشاطبي
- عبد الله بن محمد النشاروي